# True North (film, 2006)
Pour les articles homonymes, voir True North.
Pour plus de détails, voir Fiche technique et Distribution.
True North est un film britannique, sorti en 2006.

## Synopsis
L'équipage d'un chalutier écossais en faillite décide de devenir passeur de migrants dans la mer du Nord.

## Fiche technique
- Titre : True North
- Réalisation : Steve Hudson
- Scénario : Steve Hudson
- Musique : Edmund Butt
- Pays d'origine : Royaume-Uni
- Genre : drame
- Date de sortie : 2006

## Distribution
- Peter Mullan : Riley
- Martin Compston : Sean
- Gary Lewis : le skipper
- Steven Robertson : le cuisinier
- Angel Li : Su Li
- Hark Bohm : Pol